# Duppigheim
Duppigheim je francouzská obec v departementu Bas-Rhin v regionu Grand Est. V roce 2014 zde žilo 1 566 obyvatel.

## Poloha obce
Sousední obce jsou: Blaesheim, Duttlenheim, Entzheim, Ernolsheim-Bruche, Hangenbieten a Kolbsheim.

## Vývoj počtu obyvatel
Počet obyvatel